# Tando Muhammad Khan
Tando Muhammad Khan – miasto w Pakistanie, w prowincji Sindh. W 2017 roku liczyło 101 868 mieszkańców.